# イ・チャンフン
イ・チャンフン（이창훈、1966年9月8日 - ）は、韓国の俳優。身長178cm。

## 略歴
1989年に俳優としてデビュー。理想的な大人の男性を演じる一方、堅実な脇役もしっかりこなす演技派。

## 出演作品

### 映画
- 兎を乗せた潜水艦（1991年）
- 猛九と北斗神拳（1991年）
- カンフーボーイ（1992年）
- ライ　ダイハン（1994年）
- 4本指の足（2002年）
- ソウルが見えるか？（2008年）

### テレビドラマ
- お母さんの海（1994年、MBC）
- 早瀬（1994年、MBC）
- M（1994年、MBC） - ソン・ジソク役
- 燦爛な黎明（1995年、KBS）
- はるかに遠いソンバガン（1995年、SBS)
- 戦争と愛（1995年、MBC）
- 風は吹いても（1995年、KBS）
- 遠い国（1996年、KBS）
- 嵐の中へ（1997年、KBS）
- 慕情の川（1997年、KBS）
- プロポーズ（1997年、KBS）
- 英雄神話（1997年-1998年、MBC） - キム・インウ役
- 順風産婦人科（1998年、SBS）
- 風の歌（1998年、SBS）
- 君と僕の歌（1998年、SBS）
- ウンビリョン～麗しの峰めぐり逢い（1999年、KBS）
- インビテーション（1999年、KBS） - アン・ドンソク役
- 学校（1999年、KBS）
- 学校2（1999年、KBS）
- 日が昇って月が出て（2000年、KBS）
- スーパーTV日曜日は楽しくて（2000年、KBS）
- 美しいTV顔（2000年、MBC）
- ソ・セウォン ショー（2000年、KBS）
- 明日は晴れ（2000年、KBS）
- 学校4（2001年、KBS）
- 花畑で（2001年、KBS）
- ストック～君に贈る花言葉～（2001年、KBS）
- 目新しい夜（2001年、SBS）
- 夜一夜に（2001年、KBS）
- 明日は晴れ（2001年、KBS）
- かわいい彼女（2001年、KBS） - キム・フン役
- ミナ（2001年、KBS）
- KBSネットワーク地方時代（2001年、KBS）
- 愛があるから（2001年-2002年、KBS） - チャ・ジュンボム役
- 野人時代（2002年、SBS）
- 百万本のバラ（2003年-2004年、KBS） - カン・ミンジェ役
- 千年の愛（2003年、SBS）
- 美しいあなた（2005年、KBS） - チョン・ジェミン役
- 薯童謠-ソドンヨ-（2005年-2006年、SBS） - モンナス役
- マイラブ（2006年-2007年、SBS） - チョ・イファン役
- イ・サン（2007年-2008年、MBC） - 思悼世子役
- それでも好き（2007年-2008年、MBC） - ユン・ソグ役
- 大胆な彼女（2010年、SBS） - ハン・ギュジン役
- あなたが寝ている間に（2011年、SBS） - チェ・ヒョクチン役
- 男が愛する時（2013年、MBC） - ク・ヨクガプ役
- アイムソーリー カン・ナムグ～逆転人生～（2016年-2017年、SBS） - シン・テジン役

## 受賞
- 1995 MBC演技大賞-優秀賞
- 2001 KBS演技大賞-人気賞-ストック